# Ahmed El Meziati
Ahmed El Meziati (26 dicembre 1995) è un judoka marocchino.

## Palmarès
- Giochi panafricani

Rabat 2019: argento nei -73kg.
- Campionati africani

Tunisi 2016: argento nei -73kg;
Tunisi 2018: bronzo nei -73kg.